# Huracán Ivo (2007)
El Huracán Ivo fue la novena tormenta en recibir dicho nombre, duodécimo ciclón tropical y tercer huracán de la Temporada de huracanes del Pacífico de 2007. Posterior a su formación, el 19 de septiembre experimentó un desarrolló en consideración, intensificando su grado ciclónico en dos ocasiones. 
Ivo mantuvo una trayectoria similar a la del huracán Henriette que dos semanas antes había impactado potencialmente el sur de la península de Baja California y el estado de Sonora en México.

## Historia meteorológica
El 18 de septiembre, se formó la Depresión tropical N° 12-E a 1078 km al sursudoeste de la península de Baja California. Para las 10:00 h del 19 de septiembre, Ivo había alcanzado el grado de Tormenta tropical sosteniendo vientos de 100 km/h y rachas de hasta 120 km/h localizándose a 820 km al oeste-suroeste de Cihuatlán, Jalisco y a 380 km al Sur de Isla Socorro, Colima.

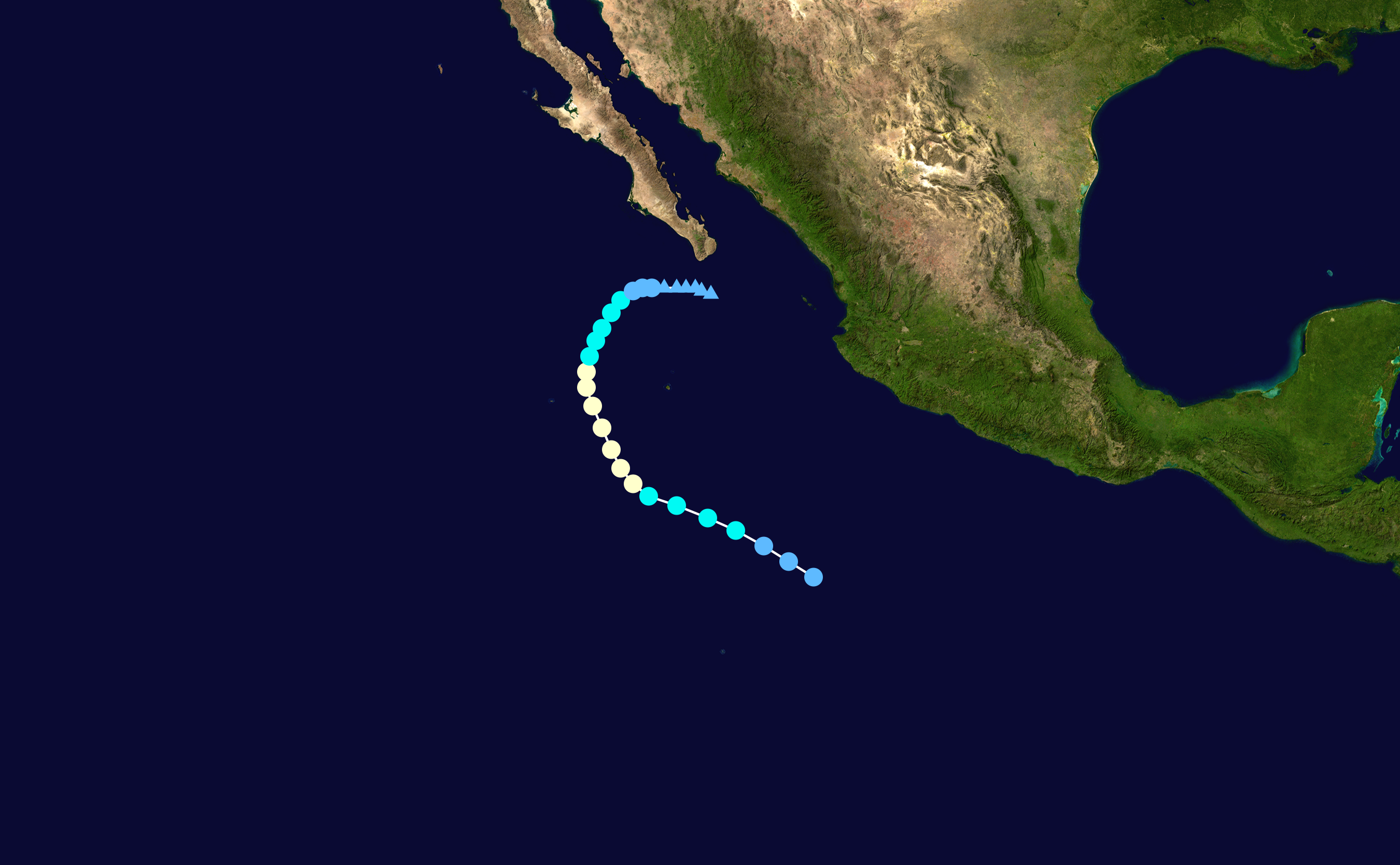
Trayectoria del Huracán Ivo.

A las 22:00 h Tiempo del Centro (03:00 UTC), Ivo ascendió el grado a Huracán de categoría 1 localizándose a 795 km al sursudoeste de Cabo San Lucas, Baja California Sur y a 330 km, al sursudoeste de Isla Socorro, Colima y manteniendo un desplazamiento con dirección hacia el Noroeste a 15 km/h. Continuando con un desplazamiento hacia el Nornoroeste, a las 10:00 h Tiempo del Centro (15:00 UTC) del 20 de septiembre, Ivo se localizó a 705 km al sursudoeste de Cabo San Lucas, acercándose a la península de Baja California.
A las 16:00 h Tiempo del Centro (21:00 UTC) del 21 de septiembre, Ivo se degradó a Tormenta tropical descendiendo sus vientos a 110 km/h con rachas de 140 km/h y localizándose a 470 km al Suroeste de Cabo San Lucas, Baja California Sur.
A las 04:00 h Tiempo del Centro (09:00 UTC) del 23 de septiembre, se debilitó a Depresión tropical localizándose a 150 km al oeste-suroeste de Cabo San Lucas, y a 185 km al oeste-suroeste de San José del Cabo, Baja California Sur, hasta este momento, sostuvo sus vientos a 55 km/h        y rachas de 75 km/h. Finalmente a las 16:00 h Tiempo del Centro (21:00 UTC), Ivo modifica su desplazamiento y termina disipándose a 135 km al Suroeste de Cabo San Lucas, Baja California Sur.

## Preparativos

### México

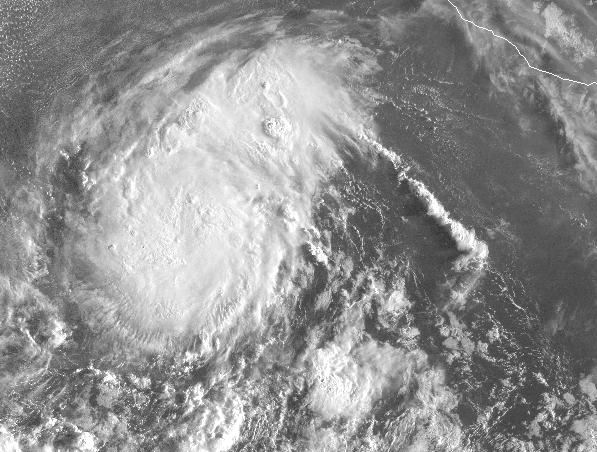
Ivo, como Tormenta tropical a unos 800 km al suroeste de las costas mexicanas el 19 de septiembre.

#### Baja California Sur
Por la mañana del 20 de septiembre, el Consejo Estatal de Protección Civil de Baja California Sur decretó "Alerta Verde" en dicho estado con un índice de peligrosidad Bajo. A su vez, el Servicio Meteorológico Nacional estableció zona de alerta preventiva en el Sur de la península de Baja California debido a la posible trayectoria que experimentara Ivo para las siguientes horas.
El 23 de septiembre, ante la inminente llegada de Ivo a la costa sur de Baja California Sur, el director de Protección Civil en el estado, José Gajón de la Toba, informó que poco más de 100 albergues estarían habilitados para su uso ante alguna contingencia según lo determinara el Consejo Estatal de Protección Civil, dichos albergues se encuentran ubicados en los municipios de Los Cabos, La Paz y Comondú, respectivamente.

#### Sinaloa
Francisco Miguel Díaz Angulo, director del Consejo Estatal de Protección Civil de dicho estado, informó que ya se decretó Alerta Azul en el puerto de Mazatlán ante la probable trayectoria que podía tomar en los siguientes días el meteoro. Asimismo, también dijo que se tiene en Alerta verde el resto de los municipios de la entidad.
También, advirtió de la posibilidad de la suspensión del inicio de temporada de explotación de camarón que se llevaría a cabo entre la comunidad pesquera en la costa de dicho estado.

#### Sonora
El gobernador de Sonora, Eduardo Bours, declaró en alerta azul a los municipios del sur del estado, aun y cuanto los pronósticos indican que se debilita y podría llegar a tierra incluso como depresión tropical.